# 底灰
锅底灰（Bottom Ash）是炉子或焚烧炉中非可燃物的一部分。在工业环境中，它通常是指工业生产中可燃物（通常是煤）燃烧过程中粘附在燃煤炉的内侧壁上的物质。然而，从烟囱排出的灰烬通常称之为飞灰。

## 另请参见
- 飞灰（英语：fly ash）